# Буравлёв, Василий Иванович
Буравлев Василий Иванович (1929—1960) — машинист комбайна шахты № 6 «Центросоюз» треста «Свердловуголь», Герой Социалистического Труда.

## Биография
Родился в 1929 году в посёлке Боково-Платово Антрацитовского района, работал машинистом комбайна шахты № 6 «Центросоюз».

### Трудовой подвиг
Своими новаторским способностями прославился далеко за пределами области. Освоив в совершенстве работу добычного комбайна «Горняк», предложил прикрепить в боковом отверстии нижней части комбайна направляющий отводной ролик. Пропустив через него рабочий канат, стал производить спуск комбайна путём равномерного натягивания этого каната. Таким образом, спуск комбайна производился одновременно и с зачисткой забоя. Раньше операция затягивалась до восьми часов, после нововведения сократилась до полутора-двух часов. В 1954 году машинист комбайна В. И. Буравлев выполнил пятилетку и в ноябре 1955 года работал в счёт 1956 года.
Звание Героя Социалистического Труда В. И. Буравлеву было присвоено за выдающиеся успехи, достигнутые в деле развития угольной промышленности в годы пятой пятилетки.
В 1957 году Василий Иванович получил производственную травму. Скончался в возрасте тридцати лет 10 июля 1960 года.